# Lynn Blenckers
Lynn Blenckers (Vierlingsbeek, 9 september 1994) is een Nederlands volleybalspeelster. Blenckers kwam in Nederland uit voor VC Avance, VC Activia, Peelpush en Flynth Flamingo's. In het buitenland speelde ze voor de Duitse club Ladies in Black Aachen, de Franse clubs Saint-Raphaël Var Volley-Bal en Pays d'Aix Venelles en de Belgische clubs Hermes Volley Oostende en VDK Bank Gent. Sinds 2024 komt Blenckers uit voor Darta Bevo Roeselare.

## Carrière
Blenckers begon haar volleybalcarrière bij VC Avanche uit Sambeek. Ze kwam ook in Nederland uit voor VC Activia en Peelpush. Van 2015 tot 2018 kwam Blenckers uit voor Flynth Flamingo's. Hierna ging ze haar eerste buitenlandse avontuur aan bij Hermes Volley Oostende. Met deze club eindigde Blenckers op de tweede plaats en won ze de nationale beker. Tijdens haar jaren als speelster in Oostende werd ze voor het eerst opgeroepen voor het Nederlandse team.  In 2019 maakte Blenckers een transfer naar Ladies in Black Aachen, waarmee ze uitkwam in de Duitse Bundesliga. In het seizoen 2019/20 bereikte ze met deze club de kwartfinales van de DVV Cup en deed ze mee aan de Challenge Cup. In haar laatste seizoen eindigde Blenckers op de zevende plaats. In 2021 vertrok ze naar het Franse Saint-Raphaël Var Volley-Ball. Ook kwam ze uit voor competitiegenoot Pays d'Aix Venelles. In 2023 keerde Blenckers terug naar België waar ze ging volleyballen voor VDK Bank Gent. In het seizoen 2024/25 komt Blenckers uit voor Darta Bevo Roeselare.

## Awards
Clubverband
- Nederlands runner-up 1×
- Nederlandse Beker 1×